# Магматске стене
Магматске стене се другачије називају и еруптивне стене. Настале су очвршћавањем магме у Земљиној унутрашњости односно очвршћавањем лаве на површини Земље. Деле се на дубинске и површинске.
Прва Земљина кора је била састављена само од магматских стена, а тек касније је, под утицајем падавина, ерозионих процеса и тектонских покрета дошло до стварања метаморфних и седиментних стена.

## Геолошки значај
Магматске и метаморфне стене чине 90–95% горњих 16 km (9,9 mi) Земљине коре по запремини. Магматске стене чине око 15% Земљине тренутне копнене површине. Већина Земљине океанске коре је направљена од магматских стена.
Магматске стене су такође геолошки важне јер:
- њихови минерали и глобална хемија дају информације о саставу доње коре или горњег омотача из којег је извучена њихова матична магма, као и о условима температуре и притиска који су омогућили ову екстракцију;[4]
- њихова апсолутна старост се може добити из различитих облика радиометријског датирања и може се упоредити са суседним геолошким слојевима, што омогућава калибрацију геолошке временске скале;[5]
- њихове карактеристике су обично карактеристичне за специфично тектонско окружење, омогућавајући тектонске реконструкције (видети тектонику плоча);
- у неким посебним околностима у њима се налазе важна минерална лежишта (руде): на пример, волфрам, калај,[6] и уранијум[7] се обично повезују са гранитима и диоритима, док се руде хрома и платине обично повезују са габром.[8]

## Геолошка поставка
Магматске стене могу бити интрузивне (плутонске и хипобисалне) или екструзивне (вулканске).

### Интрузивне
1. Лаколит
2. Мали дајк
3. Батолит
4. Дајк
5. Сил
6. Вулкански канал, цев
7. Лополит

Интрузивне магматске стене чине већину магматских стена и формирају се од магме која се хлади и учвршћује унутар коре планете. Тела интрузивне стене су позната као интрузије и окружена су већ постојећим стеном (названом теренска стена). Теренска стена је одличан топлотни изолатор, те се магма споро хлади, а интрузивне стене су крупнозрне (фанеритске). Минерална зрна у таквим стенама се генерално могу идентификовати голим оком. Интрузије се могу класификовати према облику и величини интрузивног тела и његовом односу према слоју теренске стене у коју задире. Типична интрузивна тела су батолити, стокови, лаколити, прагови и дајкови. Уобичајене интрузивне стене су гранит, габро или диорит.
Централна језгра великих планинских ланаца састоје се од интрузивних магматских стена. Када су изложена ерозији, ова језгра (названа батолити) могу заузети огромне површине Земљине површине.
Интрузивне магматске стене које се формирају на дубини унутар коре називају се плутонским (или амбисалним) стенама и обично су крупнозрне. Интрузивне магматске стене које се формирају близу површине називају се субвулканским или хипобисалним стенама и обично су много ситније зрнате, често подсећају на вулканске стене. Хипабисалне стене су мање уобичајене од плутонских или вулканских стена и често формирају дајкове, прагове, лаколите, лополите или факолите.

### Екструзивне
Екструзивна магматска стена, позната и као вулканска стена, настаје хлађењем растопљене магме на површини земље. Магма, која се избацује на површину кроз пукотине или вулканске ерупције, брзо се учвршћује. Стога су такве стене ситнозрнате (афанитне) или чак стакласте. Базалт је најчешћа екструзивна магматска стена и формира токове лаве, слојеве лаве и платое лаве. Неке врсте базалта се учвршћују и формирају дугачке полигоналне стубове. Пример је Пролаз дивова у Антриму, Северна Ирска.
Истопљена стена, која обично садржи суспендоване кристале и растворене гасове, назива се магма. Издиже се јер је мање густоће од стене из које је извађена. Када магма доспе на површину, назива се лава. Ерупције вулкана у ваздух се називају подваздушним, док се оне које се дешавају испод океана називају подморским. Црни пушачи и базалт средњеокеанског гребена су примери подморске вулканске активности.
Количина екструзивних стена које вулкани еруптирају годишње варира у зависности од тектонске поставке плоча. Екструзивна стена се производи у следећим размерама:
- дивергентна граница: 73%
- конвергентна граница (зона субдукције): 15%
- врућа тачка: 12%.

Понашање лаве зависи од њеног вискозитета, који је одређен температуром, саставом и садржајем кристала. Високотемпературна магма, од које је већина базалтног састава, понаша се слично густој нафти, и како се хлади, тече. Дуги, танки базалтни токови на површинама су уобичајени. Магма средњег састава, као што је андезит, има тенденцију да формира угарне купе од помешаног пепела, туфа и лаве, и може имати вискозитет сличан густој, хладној меласи или чак гуми када избије. Фелзична магма, као што је риолит, обично избија на ниским температурама и вискознија је до 10.000 пута од базалта. Вулкани са риолитском магмом обично еруптирају експлозивно, а токови риолитне лаве су обично ограниченог обима и имају стрме ивице, јер је магма веома вискозна.
Фелзичне и средње магме које еруптирају често то чине насилно, са експлозијама изазваним ослобађањем растворених гасова - обично водене паре, али и угљен-диоксида. Експлозивно еруптирани пирокластични материјал назива се тефра и укључује туф, агломерат и игнимбрит. Фини вулкански пепео такође се еруптира и формира наслаге пепела од туфа, које често могу покрити огромна подручја.
Пошто су вулканске стене углавном ситнозрнате или стакласте, много је теже разликовати различите типове екструзивних магматских стена него између различитих типова интрузивних магматских стена. Генерално, минерални састојци финозрнатих екструзивних магматских стена могу се одредити само испитивањем танких пресека стене под микроскопом, тако да се само приближна класификација обично може направити на терену. Иако IUGS преферира класификацију према минералном саставу, ово је често непрактично, а хемијска класификација се спроводи уместо тога помоћу ТАС класификације.

## Подела магматских стена
Према месту настанка магматске стене се деле на изливне (ефузивне) и дубинске (интрузивне). Изливне магматске стене се још називају и вулканити.
- Дубинске (интрузивне) магматске стене су зрнасте структуре. Код њих су сви минерални састојци искристалисани и приближно су исте величине. Јављају се у облику батолита и лаколита. У ове стене спадају:
  - гранит,
  - сијенит,
  - диорит,
  - габро и
  - перидотит.
- Структура изливних (ефузивних) магматских стена је порфирска - састоје се од ситно искристалисане масе, у којој се налазе поједини крупнији кристали. Јављају се у облику вулканских купа, лавичних токова и плоча. Деле се на:
  - риолит,
  - трахит,
  - дацит,
  - андезит и
  - базалт.

Облици који настају хлађењем магме су: 
- Батолит - настаје када магма очврсне у виду брежуљка (Копаоник)
- Лаколит - настаје када магма очврсне у виду печурке или сочива (Авала)
- Жичне стене (дајкови) - настају када магма очврсне у виду танке нити која подсећа на жицу; дајкови су на прелазу између вулканских и дубинских магматских стена

Облици који настају хлађењем лаве су:
- Вулканске купе - настаје када се лава нагомила у виду брежуљка или узвишења
- Лавичне плоче - настаје када се лава разлије на већој површини и тако очврсне
- Лавични токови - окамењени потоци лаве

Магматске стене се такође деле и по хемијском саставу на:
- киселе - преко 66% SiO2,
- интермедијарне - 53-66% SiO2,
- базичне - 45-53% SiO2,
- ултрабазичне - мање од 45% SiO2.

### Историја класификације
Нека имена магматских стена датирају пре модерне ере геологије. На пример, базалт као опис одређеног састава стена добијених из лаве датира до Георгиј Агриколиног дела De Natura Fossilium из 1546. године. Реч гранит датира барем из 1640-их и потиче или од француског granit или италијанског granito, што значи једноставно „гранулирана стена”. Термин риолит увео је 1860. године немачки путник и геолог Фердинанд фон Рихтофен. Именовање нових типова стена убрзано је у 19. веку и достигло врхунац почетком 20. века.